# Haematopota machadoi
Haematopota machadoi är en tvåvingeart som beskrevs av Travassos Dias 1958. Haematopota machadoi ingår i släktet Haematopota och familjen bromsar.
Artens utbredningsområde är Angola. Inga underarter finns listade i Catalogue of Life.